# Palazzo Medici-Riccardi
A Palazzo Medici-Riccardi egy firenzei palota a Via Ginori, a Via Cavour és a Piazza San Lorenzo tér sarkán. A palota először a Medici-családé volt, 1440 és 1460 között épült. Megrendelője az idősebb Cosimo volt, aki először Brunelleschit kérte fel a tervezésre, de mivel túl monumentálisak voltak az elkészült tervek, ezért Michelozzo lett a palota építésze. A palota mai méreteinél jóval kisebb volt, a Via Cavourra néző szárnyon csak 10 ablak volt, a további 7 ablakot tartalmazó épületrészt akkor építették a palotához, amikor az a 17. században a Riccardi-család tulajdonába került. A ház 1814-ben a toszkán kormány tulajdona lett, ami itt rendezte be a prefektúrát.
Ebben a palotában született Lorenzo il Magnifico 1449-ben, Medici Katalin, a későbbi francia királyné 1519-ben. Lakott a palotában VIII. Károly francia király 1494-ben és V. Károly német-római császár 1536-ban.
A Palazzo Medici-Riccardi kétszintes, jellegzetes quattrocento építmény. Földszintjének homlokzata rusztikus, durván megmunkált nagy kőtömbökből áll. Az emeleti részen a fal simább és szabályosabb. A földszinten a Via Cavour és a Via de Pucci sarkán loggia is épült, de azt 1517-ben befalazták. A loggia árkádjainak az ívei ma is látszódnak, a közepükön lévő, fent timpanonos, lent térdeplős kiképzésű ablakokat Michelangelo tervezte.
A palota belső, árkádos udvarán a falakat antik emlékek díszítik: görög és római feliratok, szarkofágok és szobrok. A csarnok feletti domborműveket Donatello készítette, mintául ókori pénzeket és vésett köveket használva. A földszinten a Museo Mediceo (Medici-múzeum) mutatja be a család emléktárgyait. Itt látható Lorenzo halotti maszkja és a család több tagjának a képmása Bronzinótól. Az első emeleten van a kápolna, amibe Benozzo Gozzoli készítette a freskókat, amik a háromkirályok menetét ábrázolják. A kápolnának eredetileg nem volt ablaka, így a freskókat gyertyafénynél kellett festeni. Gozzoli egy fiatalkori élményét festette meg a képeken, amikor 1439-ben a firenzei zsinatra a városba gyűlt össze IV. Jenő pápa, VIII. János bizánci császár és a konstantinápolyi pátriárka. A freskón a legidősebb király ábrázolja a pátriárkát (aki Firenzében is halt meg), a középkorú király a bizánci császár, a legfiatalabb király pedig az akkor még szinte gyerek Lorenzo de Medici. A megrendelő, Cosimo zöld ruhában és fehér lovon követi őket. Gozzoli saját magát is megfestette a képen, alakján a sapka felirata „Opus Benoti” azaz „Benozzo műve”. A kápolna oltárképét eredetileg Filippo Lippi festette, a kép helyén Neri di Bicci másolata látható.
A palota udvaráról egy lépcső vezet a Galleriába, ami egy díszterem, és aminek a mennyezetfreskóit Luca Giordano festette 1684-ben. A kép a Mediciek dicsőségét ábrázolja, akik az olümposzi istenek körében láthatóak.

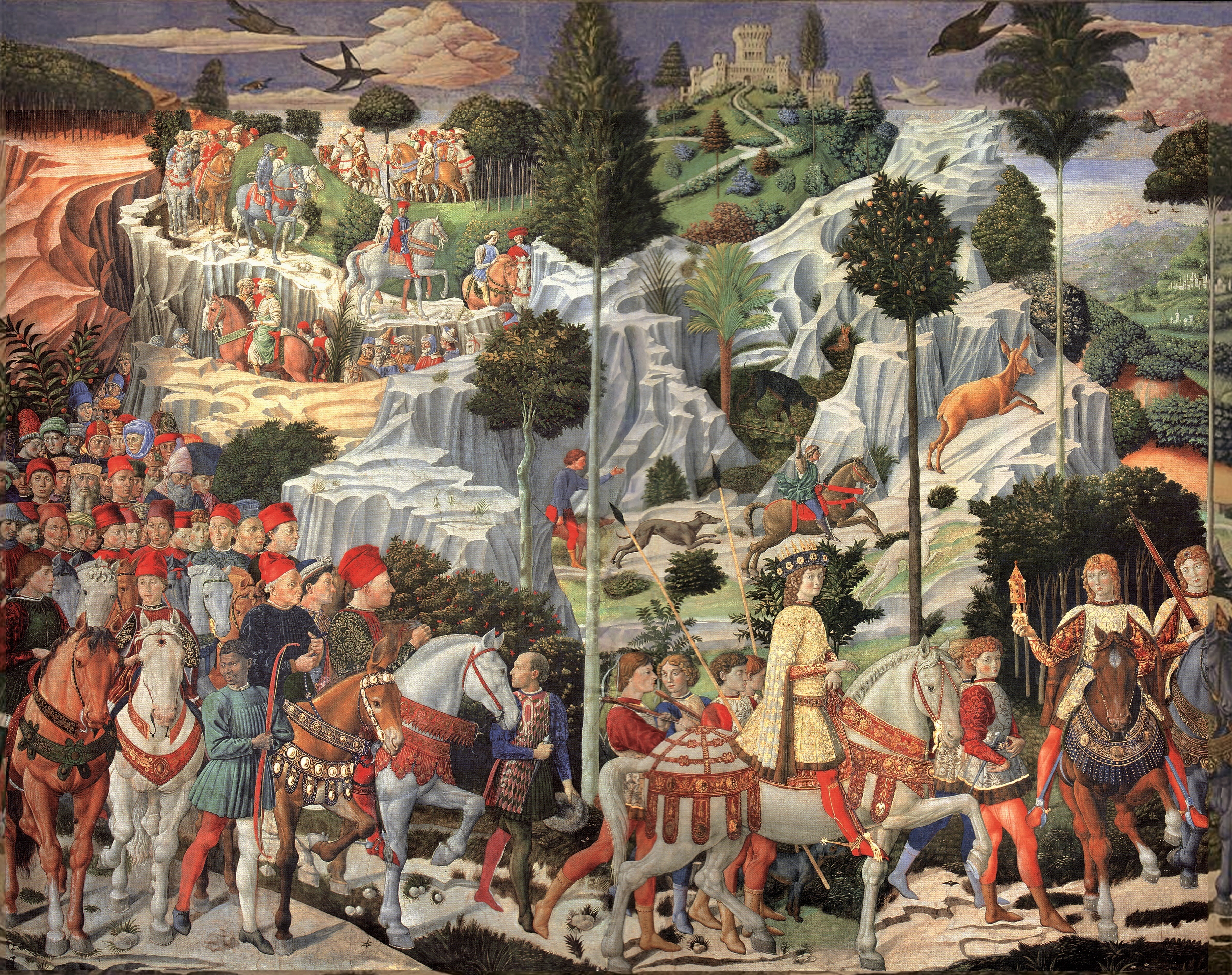
A háromkirályok menete freskó
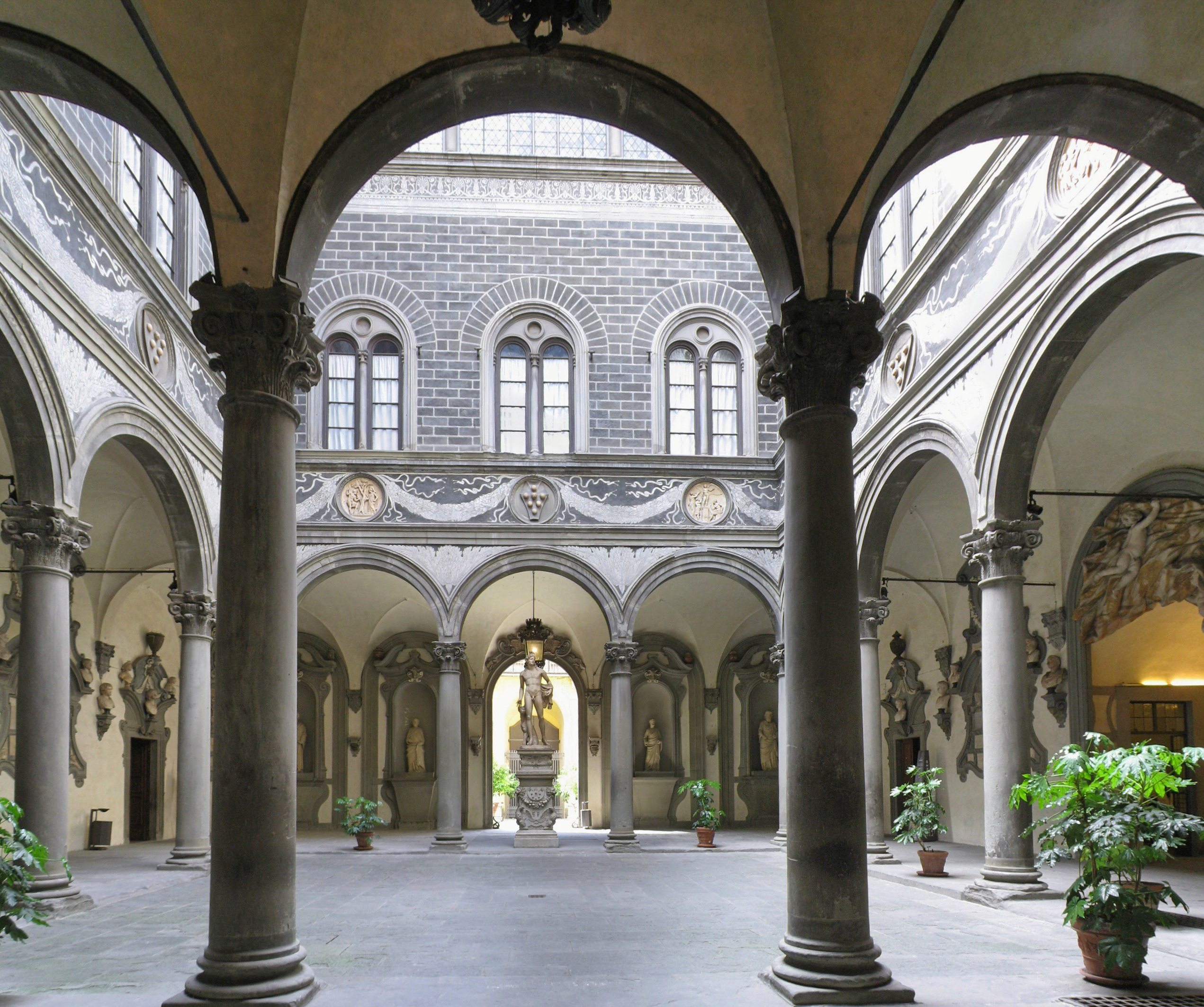
A palota udvara
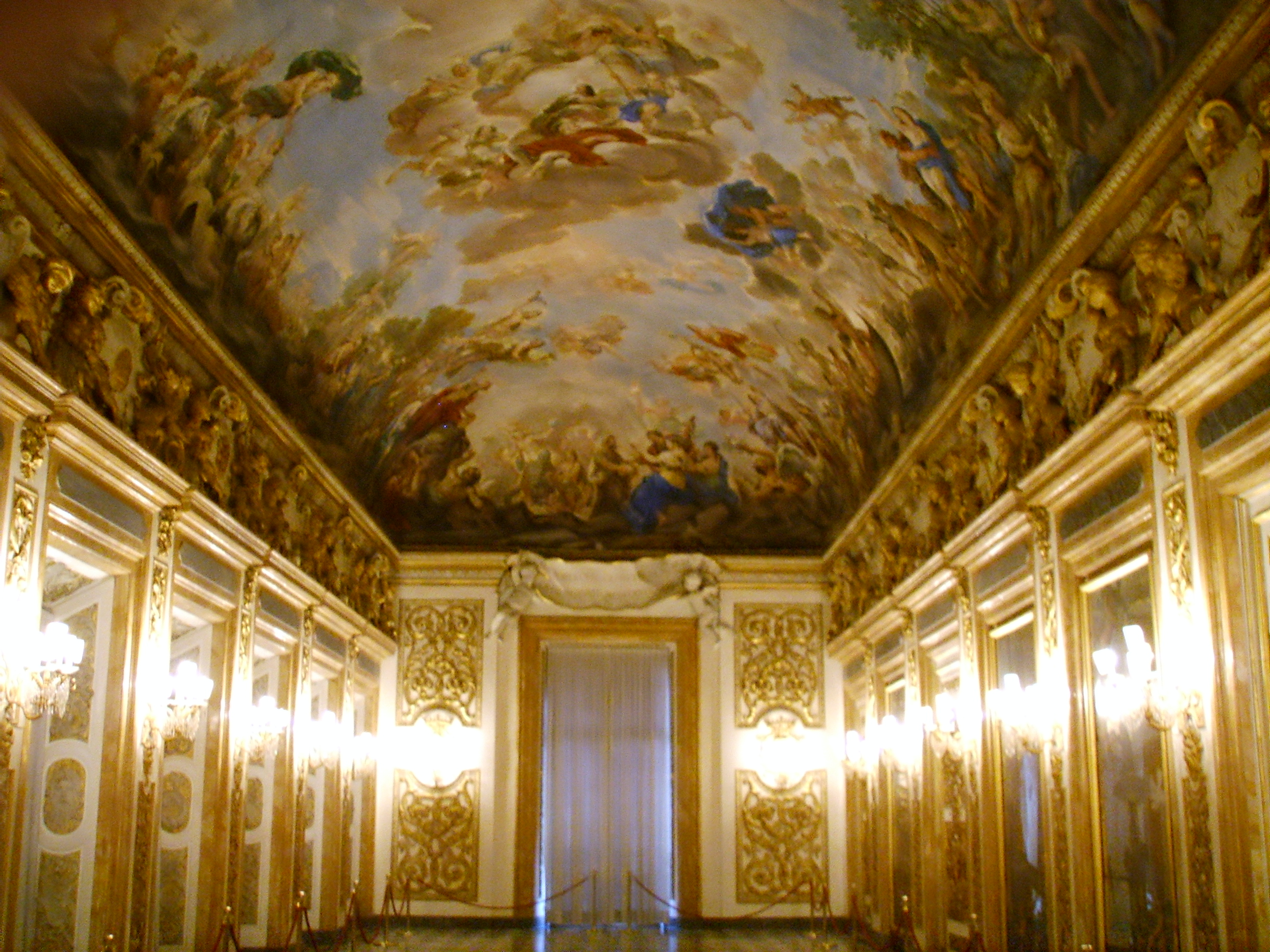
A Galleria

## Kapcsolódó szócikk
- Firenze palotáinak listája